# لوئیس میگل سالوادور
لوئیس میگل سالوادور (اسپانیایی: Luis Miguel Salvador‎؛ زادهٔ ۲۶ فوریهٔ ۱۹۶۸) بازیکن فوتبال اهل مکزیک بود.
از باشگاه‌هایی که در آن بازی کرده‌است می‌توان به باشگاه فوتبال مونتری اشاره کرد.
وی همچنین در تیم ملی فوتبال مکزیک بازی کرده‌است.